# Levin Öztunali
Levin Mete Öztunalı (Hamburg, 1996. március 15. –) német utánpótlás-válogatott labdarúgó, a Hamburger SV játékosa.

## Pályafutása

### Klubcsapatban
Fiatalon a TuRa Harksheide és a Eintracht Norderstedt csapatában kezdett el focizni, majd a Hamburger SV akadémiájára került 2013-ban. Amikor a klub hosszabbítani szeretet volna Levinnel, akkor édesapja ezt a lehetőséget visszautasította és 5 évre szóló szerződést kötöttek a Bayer Leverkusen csapatával. 2013. augusztus 10-én debütált az SC Freiburg elleni bajnoki mérkőzésen a 87. percben váltotta csereként Gonzalo Castrót. Ezzel a klub történetének legfiatalabb debütálója lett 17 évesen és 146 naposan.
2014. december 21-én jelentették be, hogy 18 hónapos kölcsönszerződést kötött a Werder Bremen csapatával. 2016. augusztus 25-én 5 évre írt alá a Mainz csapatához. 2021 nyarán az Union Berlin szerződtette.
2023. június 27-én a Hamburger SV 2026. június 30-ig szerződtette.

### A  válogatottban
A német U15-ös labdarúgó-válogatottban 4 mérkőzésen 1 gólt szerzett, majd az U16-os válogatottban kapott 5 alkalommal lehetőséget Steffen Freund szövetségi kapitánytól. A német U17-es válogatottban 14 mérkőzésen szerepelt. A német U19-es labdarúgó-válogatottban az első gólját a holland U19-es labdarúgó-válogatott ellen szerezte meg. A második gólját a válogatottban a belga U19-es labdarúgó-válogatott ellen szerezte meg.
Részt vett az U19-es labdarúgó válogatottal a Magyarországon megrendezésre kerülő 2014-es U19-es labdarúgó-Európa-bajnokságon, ahol aranyérmesként zárt a válogatottal. Harmadik gólját ezen a Európa-bajnokságon szerezte meg az osztrák U19-es labdarúgó-válogatott elleni elődöntő mérkőzésen.

## Családja
Édesapja török, édesanyja német. Anyai nagyapja Uwe Seeler világbajnoki ezüstérmes labdarúgó.

## Sikerei, díjai
- Németország U19
  - U19-es labdarúgó-Európa-bajnokság: 2014

- Németország U21
  - U21-es labdarúgó-Európa-bajnokság: 2017